# Sólido

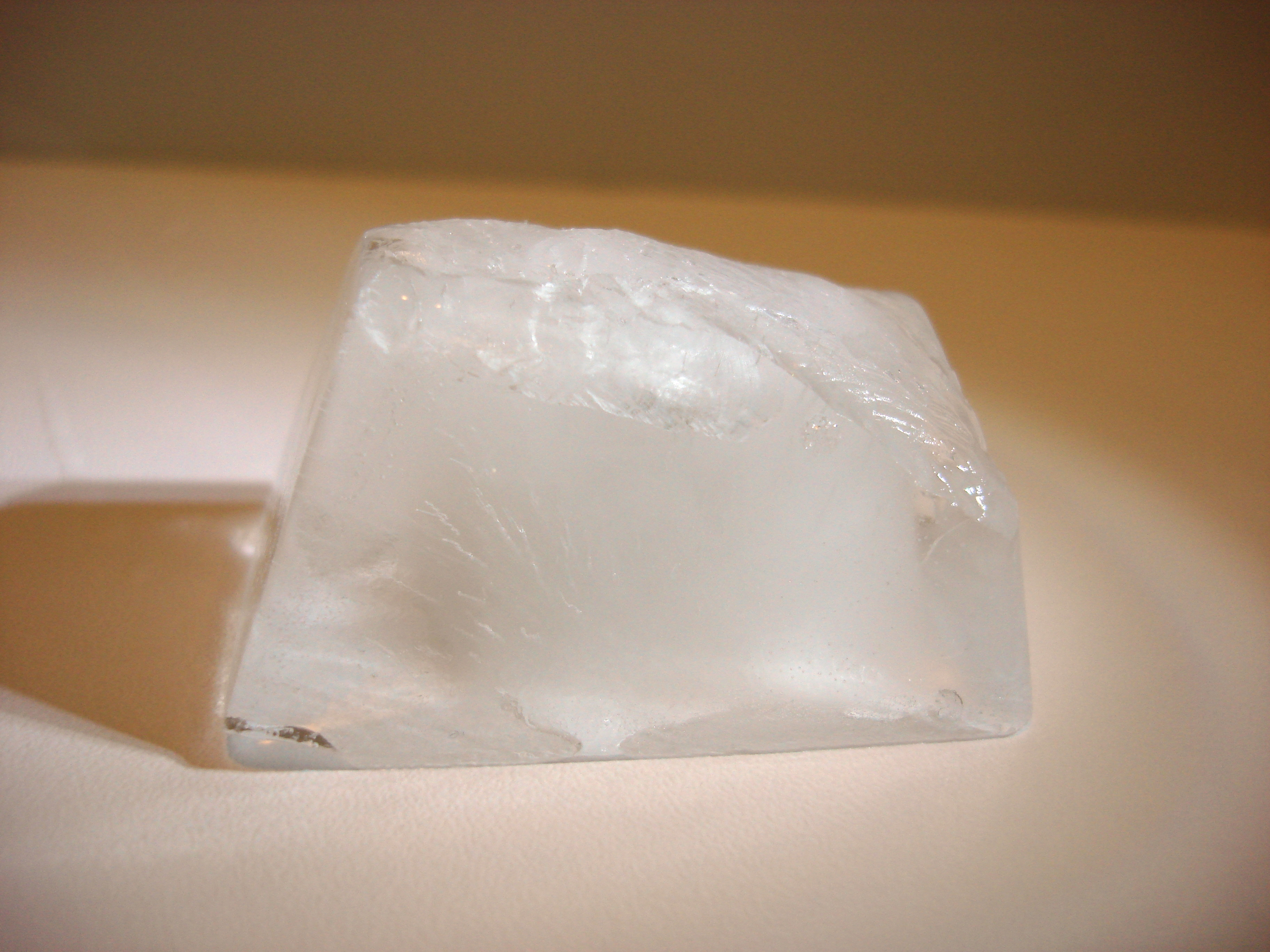
O gelo é o estado sólido da água.

O estado sólido é um estado da matéria, cujas características são ter volume e forma definidos, isto é, a matéria resiste à deformação. Dentro de um sólido, os átomos ou as moléculas estão relativamente próximos, ou "rígidos". Mas isto não evita que o sólido se deforme ou comprima. Na fase sólida da matéria, os átomos têm uma ordenação espacial fixa, mas uma vez que toda a matéria tem alguma energia cinética, até os átomos do sólido mais rígido movem-se ligeiramente, num movimento "invisível". Os sólidos quando submetidos a altas temperaturas, passam para a fase líquida quando alcançam o ponto de fusão, que é variável dependendo do material e através da sublimação é possível que passem direto para a fase de vapor. Além disso, as forças de coesão (agrupamento) são maiores que as forças de repulsão em suas moléculas. As partículas possuem apenas energia cinética vibracional, apenas vibram em posições fixas, definidas.

## Propriedades dos sólidos
Os sólidos possuem algumas características:
- Fragilidade: O sólido frágil rompe-se com facilidade sem antes deforma-se e uma de suas característica é romper bruscamente, a fragilidade também é o oposto da ductilidade.[3]

Exemplo: A grafite é um material frágil.
- Dureza: O sólido duro apresenta resistência a ter sua superfície riscada. A dureza pode ser medida pela Escala de Mohs.[4]

Exemplo: As pedras preciosas são materiais de grande dureza.
- Resistência: O sólido resistente é capaz de suportar a ação de forças intensas sem romper-se.

Exemplo: O ferro e outros metais são materiais resistentes a esforços externos.
- Elasticidade: O sólido elástico deforma-se e recupera a forma original quando a força que produziu a deformação é retirada.

Exemplo: A borracha é um material elástico.
- Flexibilidade: O sólido flexível dobra-se sem romper-se.

Exemplo: Algodão, lã, náilon e outras fibras têxteis são materiais flexíveis.
- Ductilidade: O sólido dúctil estende-se com facilidade, formando fios. A ductilidade é o oposto da fragilidade.[5]

Exemplo: O ouro é bastante dúctil.
A plasticidade descreve a deformação de um material submetido as forças aplicadas.
Os sólidos são classificados em cristalinos ou amorfos.

## Sólidos cristalinos

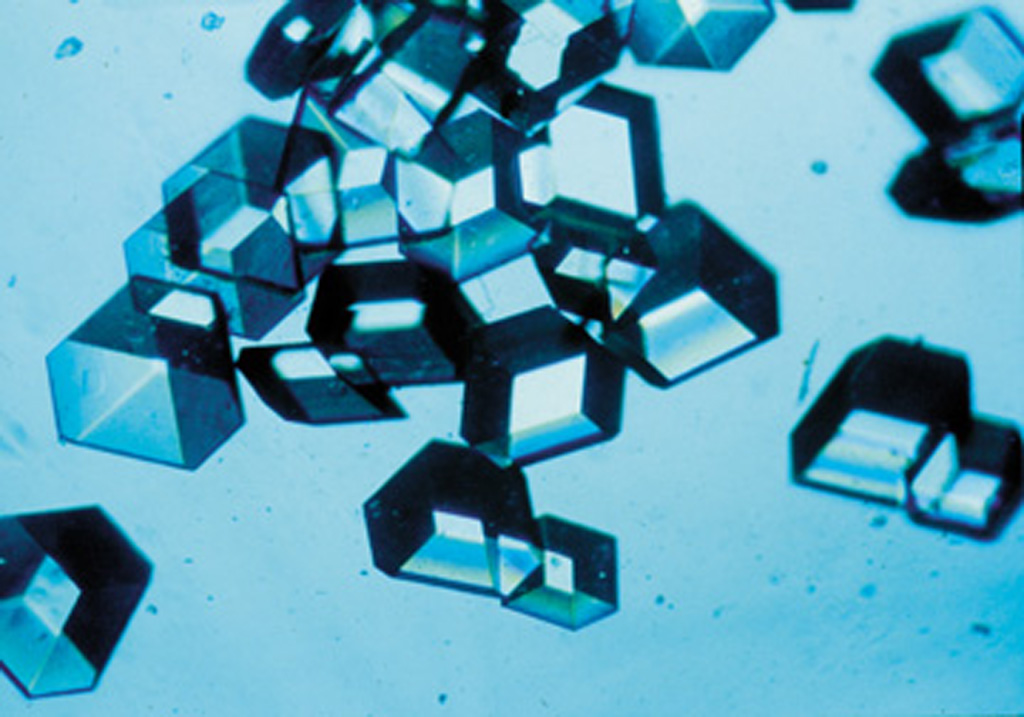
Cristais de insulina.

Com exceção do mercúrio, os metais se caracterizam por estarem no estado sólido em temperatura ambiente, logo, sais e a maioria dos minerais são cristais. Os seres humanos já conheciam cristais como o sal e o quartzo há vários séculos, mas apenas no século XX, que eles foram interpretados como arranjos regulares de átomos. Em 1912 foram utilizados raios X para corroborar que todo cristal é um arranjo ordenado e tridimensional. As medidas mostraram que os átomos de um cristal estavam muito próximos, com a distância entre eles aproximadamente ao comprimento dos raios X.
Materiais cujos constituintes são dispostos em um padrão regular são conhecidos como cristais. Em sólidos cristalinos, as partículas (átomos, moléculas ou íons) estão em um padrão de regularidade ordenada, repetitivas. Há muitas estruturas cristalinas diferentes, e da mesma substância pode ter mais de uma estrutura (ou fase sólida), por exemplo, o gelo tem quinze estruturas cristalinas conhecidas, ou quinze fases sólida, que existem em várias temperaturas e pressões. Uma das características dos sólidos é a organização das moléculas que compõem o material, pois estão de forma organizada, logo, outros materiais como o vidros, plásticos e outros, que não possuem essa organização, são denominados sólidos amorfos.
No estado sólido, a distância média de separação entre os átomos, ou moléculas, que formam a amostra é comparável aos seus diâmetros. Neste caso, a intensidade da interação entre os átomos, ou moléculas é da mesma ordem de grandeza que a intensidade da interação que mantém unidos os átomos em moléculas isoladas.
Uma base para classificar os sólidos cristalinos é a natureza das forças que mantêm o ordenação da rede cristalina. A energia de coesão em um cristal depende das forças de ligação dominantes entre esses átomos, ou moléculas. A classificação dos sólidos cristalinos são: sólidos cristalinos iônicos, sólidos cristalinos covalentes, sólidos cristalinos moleculares e sólidos cristalinos metálicos.
- Sólidos cristalinos iônicos: Nos sólidos iônicos a rede cristalina é formada por íons positivos e negativos. Por causa das forças eletrostáticas relativamente intensas entre os íons, os sólidos iônicos são geralmente duros, frágeis e têm um elevado ponto de fusão. Por não terem elétrons livres, sua condutividade elétrica é muito baixa.[13] Os sólidos iônicos podem ser solúveis, ou mesmo, muito solúveis, pois, por exemplo, em contato com a água, os íons dispersam-se no líquido.[14] Possuem energia de vibração da rede menor que a dos sólidos covalentes. Os exemplos deste tipo de sólidos são o cloreto de sódio (NaCl) e o cloreto de césio (CsCl).[15]

- Sólidos cristalinos covalentes: Nos sólidos covalentes ocorre o compartilhamento de pares de elétrons de valência entre os átomos, formando ligações covalentes. Cada elétron está ligado de forma que não há elétrons livres. Por isso esses sólidos possuem baixa condutividade elétrica. Esses sólidos também possuem a característica de serem duros e difíceis de deformar.[13] As energias de vibração da rede são elevadas, da mesma forma são as frequências geradas. Um exemplo típico deste tipo de sólidos é o diamante.[16]

- Sólidos cristalinos moleculares: Esses sólidos são constituídos por moléculas apolares, ou seja, os elétrons encontram-se emparelhados e não formam ligações covalentes, suas moléculas estão ligadas pelas forças de Van der Waals. Esses sólidos possuem baixa condutividade elétrica,[13] são altamente compressíveis e deformáveis e apresentam um ponto de fusão baixo, porque as ligações intermoleculares que unem as suas moléculas são relativamente frágeis, quebrando-se com alguma facilidade.[17]

- Sólidos cristalinos metálicos: São formados a partir de átomos com alguns elétrons fracamente ligados nas camadas mais externas, que passam a se mover por todo o sólido. Um sólido cristalino metálico é constituído por uma rede ordenada de íons positivos que são mantidos juntos por uma espécie de gás de elétrons livres. A mobilidade dos elétrons de valência que constituem esse gás de elétrons torna esses metais bons condutores de eletricidade.[13] Os sólidos metálicos são opacos, visto que os referidos eletrões livres absorvem os fotões das radiações eletromagnéticas do visível.[18]

Aos sólidos que são organizados em um único cristal, esses são denominados monocristais e aos agregados em muitos cristais, são denominados policristais.

## Sólidos amorfos

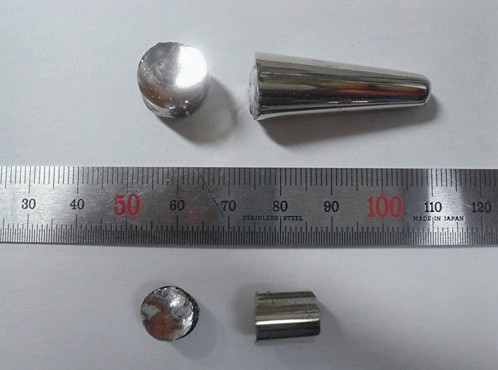
Amostras de metal amorfo, com escala em milimetros

São aqueles não possuem uma ordenação interna uniforme, carecem de um rede de cristalização, aliás, sua estrutura interior se assemelha mais aos líquidos, com disposição interna em grande parte aleatória. Os sólidos amorfos são por exemplo, os plásticos, os vidros, os sabões, as parafinas e muitos outros compostos orgânicos e inorgânicos.
Em muitos amorfos as partículas possuem uma liberdade para vaguear pelo material. Isso é evidenciado, por exemplo, na elasticidade da borracha, na tendência do vidro fluir quando sujeito a tensões por longos períodos de tempo.
Algumas das aplicações dos vidros e dos materiais plásticos derivam de sua qualidade de serem facilmente moldáveis quando submetidos a aumentos de temperatura.
Podem ser encontrados exemplos de sólidos amorfos nos três grupos de materiais (metálicos, cerâmicos e poliméricos), embora esses três grupos tenham uma maior propensão a serem cristalinos. Uma das formas de se obter um sólido amorfo é evitar sua cristalização durante o processo de solidificação. Em muitas substâncias é possível evitar a cristalização, por exemplo, através do rápido resfriamento.
Os metais puros tem grande são propensos à cristalização, por outro lado a solidificação ultra-rápida de diversos metais produzem metais amorfos, também denominados vidros metálicos. O primeiro metal amorfo a se ter notícia era uma liga de ouro e silício (Au75Si25) produzida pelos cientistas W. Klement (Jr.), Willens e Duwez em 1960.
A ausência de simetria fazem dos vidros metálicos excelentes materiais magnéticos. Geralmente apresentam grande resistência metálica e tenacidade. São mais resistentes a corrosões do que as ligas cristalinas tradicionais. Apresentam alta resistência elétrica e baixas perdas acústicas.
Os sólidos amorfos também são chamados de sólidos vítreos.

## Estudos dos sólidos
Os físicos chamam ao estudo dos sólidos física do estado sólido. Este ramo inclui o estudo de semicondutores e de supercondutividade, também tem como objetivo explicar e prever as diversas propriedades macroscópicas dos materiais cristalinos, tais como, térmicas, elétricas, magnéticas, ópticas etc. A partir da aplicação das leis da física a seus constituintes microscópicos. Os materiais densos não-cristalinos não se incluem nesse estudo, pois são considerados mais semelhantes aos líquidos. A física da matéria condensada é uma área da física cujo objeto de investigação engloba o da física do estado sólido e inclui sólidos amorfos e líquidos. Essa área de estudo parte, em geral, dos métodos e modelos desenvolvidos na física do estado sólido, modificando-os e adaptando-os de modo adequado.
A ciência dos materiais preocupa-se primariamente com propriedades dos sólidos tais como a força e transformações de fase. É largamente coincidente com a física do estado sólido.
A química do estado sólido cobre em parte ambos estes campos, mas preocupa-se principalmente com a síntese de novos materiais.

## Mudança do estado físico
As mudanças do estado físico envolvendo o estado sólido são:
- Fusão: é a passagem de uma substância do estado sólido para o estado líquido.[27]

- Solidificação: é a passagem do estado físico de uma substância do estado líquido para o estado sólido.[28]

- Sublimação: é a passagem de uma substância do sólido para o estado gasoso, esse processo só ocorre em condições adequadas de pressão e temperatura.[28] Sublimação também pode ser a passagem direta do estado gasoso para o estado sólido,[29] nesse caso pode ser chamada de ressublimação, ou sublimação regressiva.[30]